# Animal Crackers (André van Duin)
Animal Crackers (vanaf 1989 Wegtrekkers & Animal Crackers) is een Nederlands televisieprogramma van André van Duin, gemaakt voor de TROS. Het werd in 1988 voor het eerst uitgezonden.

## Eerste seizoen
Het programma komt voort uit een tv-special ter promotie van het album And're André 5 dat in november 1985 werd uitgezonden. Het bestaat voornamelijk uit tv-beelden van dieren in dierentuinen waar Van Duin dan humoristisch bedoelde stemmen, geluidseffecten of muziek op monteert. Soms werden reclamespots of beelden uit de (toenmalige) actualiteit gebruikt. In het eerste seizoen leidt André van Duin zelf de filmpjes in met in zijn armen het aapje Sabientje. Hij probeert tevens leden te werven voor het Wereld Natuur Fonds.

## Wegtrekkers
Vanaf het volgende seizoen gaat het programma Wegtrekkers & Animal Crackers heten. De presentator is een orang-oetan genaamd: Jaap Aap. Een ander vast onderdeel is De Minuut van Ruud waarin beelden van de toenmalige eerste minister Ruud Lubbers worden getoond. Lubbers (ingesproken door Van Duin) sluit zijn rubriek altijd af met: "Tuut tuut tuut: de groetjes van Ruud". Ook maken de oorspronkelijke Animal Crackers weer onderdeel uit van het programma. Het programma wordt zo populair, dat Jaap Aap ook met een eigen plaat in zowel de Nationale Hitparade Top 100 als de Nederlandse Top 40 verschijnt. Dit is de single Mijn naam is Jaap, een persiflage op het nummer Mijn naam is haas van het Lowland Trio. Ook Ruud laat van zich horen, met het nummer De groetjes van Ruud.

## Jaap Aap's Mediamangel & De Jaap Aap-show
Vanaf 1990 gaat het programma over naar RTL 4, met in eerste instantie de titel Jaap Aap's Mediamangel. Het nieuwe programma lijkt op datgene wat bij de TROS Wegtrekkers & Animal Crackers was, zij het zonder Animal Crackers. In de bumpers is een fragment van dirigent Bernard Haitink te zien. Aangezien de dirigent geen onderdeel van het programma wil zijn, wordt de titel gewijzigd naar de Jaap Aap-show.

## Jaap, Ruud en Guus
Na een aantal afleveringen verandert de opzet: het wordt een drie-akter tussen Jaap Aap, Ruud (Lubbers) en de regisseur Guus (allen vertolkt door André van Duin), waarin de regisseur in de clinch ligt met Jaap en Ruud. Terugkerende onderdelen zijn hierin dat Jaap Aap zich steeds vermomt en dat Ruud een zwakke blaas heeft en steeds naar het toilet moet. Hierdoor lijkt het programma enigszins op de Dik Voormekaarshow wat in een eerdere periode op radio is te horen. Na een aantal afleveringen valt het doek voor de Jaap Aap-show.

## Over Jaap Aap
Het personage Jaap Aap is door Van Duin bedacht. Dit is een film van een orang-oetan die in de camera kijkt en af en toe met zijn ogen beweegt. In een soort omgekeerde stoel die ook door stoelmasseurs wordt gebruikt, gaat Van Duin zitten en houdt zijn hoofd stil op de hoofdsteun. Hij kan dan gewoon zijn mond en ogen bewegen zonder dat zijn hoofd beweegt en de rest van zijn gezicht wordt eruit gesneden, daarvoor komt het gezicht van de orang-oetan in de plaats; deze wijze van techniek wordt door Van Duin een "wegtrekker" genoemd.

## Terugkeer in 2013
Na jaren afwezigheid maakt het programma op 5 januari 2013 een comeback onder de naam André van Duin's Animal Crackers. In deze serie brengt Jan Wijdbeens wekelijks een bezoek aan een dierentuin en komen er reportages van Wijdbeens Report voorbij. Ook zijn er weer filmpjes van de Animal Crackers te zien. In de zomer van 2018 werd het eerste seizoen herhaald op de zaterdagavond op NPO 1.

### Seizoen 1 (2013)
| Afl. | Code  | Dierentuin               | Uitzenddatum    | Kijkcijfers       |
| ---- | ----- | ------------------------ | --------------- | ----------------- |
| 1    | 01x01 | Dolfinarium Harderwijk   | 5 januari 2013  | 1.753.000 kijkers |
| 2    | 01x02 | Burgers Zoo              | 12 januari 2013 | 1.522.000 kijkers |
| 3    | 01x03 | Dierenpark Amersfoort    | 19 januari 2013 | 1.705.000 kijkers |
| 4    | 01x04 | Safaripark Beekse Bergen | 26 januari 2013 | 1.708.000 kijkers |
| 5    | 01x05 | Planckendael             | 2 februari 2013 | 1.737.000 kijkers |
| 6    | 01x06 | Ouwehands Dierenpark     | 9 februari 2013 | 1.882.000 kijkers |

### Seizoen 2 (2013)
| Afl. | Code  | Dierentuin          | Uitzenddatum     | Kijkcijfers       |
| ---- | ----- | ------------------- | ---------------- | ----------------- |
| 7    | 02x01 | Zoo Duisburg        | 2 november 2013  | 1.600.000 kijkers |
| 8    | 02x02 | Diergaarde Blijdorp | 9 november 2013  | 1.538.000 kijkers |
| 9    | 02x03 | Apenheul            | 16 november 2013 | 1.345.000 kijkers |
| 10   | 02x04 | GaiaZOO             | 23 november 2013 | 1.329.000 kijkers |
| 11   | 02x05 | Dierenpark Emmen    | 7 december 2013  | 1.432.000 kijkers |
| 12   | 02x06 | ZOO Antwerpen       | 14 december 2013 | 1.546.000 kijkers |
| 13   | 02x07 | (compilatie)        | 21 december 2013 | 1.246.000 kijkers |

## Terugkeer in 2018
In april 2018 keerden de Animal Crackers tijdelijk terug in de slotminuut van het praatprogramma Tijd voor MAX.

## Trivia
- In de leader van het allereerste seizoen in 1988, maar ook in die van 2013 zijn cartoonversies van dieren te zien die oorspronkelijk afkomstig zijn uit de reclamespots en advertenties van Ouwehands Dierenpark met als titel "Laat de dieren ook eens lachen". Deze dieren zijn getekend door Martin Lodewijk.
- Henk Spaan en Harry Vermeegen maakten in hun Veronica programma Verona de parodie Human Crackers waarin bekende Nederlanders met dierengeluiden communiceren.
- Op het Belgisch Vlaamse VTM wordt sinds de zomer van 2013 het soortgelijke programma Funnymals uitgezonden.